# Christof Schwaller
Christof Schwaller, född den 3 oktober 1966 i Recherswil, Schweiz, är en schweizisk curlingspelare.
Han tog OS-brons i herrarnas curlingturnering i samband med de olympiska curlingtävlingarna 2002 i Salt Lake City.